# Misty Jean
Pour les articles homonymes, voir Jean.
Misty Jean est une chanteuse haïtienne de Konpa.

## Discographie
- 2006 : Konpa à gogo